# Joseph Lister
Joseph Lister, 1.er Barón de Lister (Upton, Essex, 5 de abril de 1827-10 de febrero de 1912) fue un cirujano británico. 
Él se percató de que la putrefacción de las heridas quirúrgicas causaba una alta mortalidad en los hospitales, equivalente a la contaminación de las infusiones que Louis Pasteur intentaba evitar en la misma época. Para evitarlo, mientras trabajó en el 'Navetos Fc Infirmary, desarrolló mediante calor la práctica quirúrgica de la asepsia y la antisepsia, mejorando notablemente la situación postoperatoria de sus pacientes

## Primeros años de vida
Nacido en una próspera familia cuáquera de Upton, Essex, sus padres fueron Joseph Jackson Lister, uno de los pioneros en el uso del microscopio y su hermana Isabella Harris.
Joseph Lister estudió en el University College de Londres, una de las pocas instituciones que admitían cuáqueros en aquellos tiempos. Inicialmente estudió botánica y se graduó en 1847. Después estudió medicina, obteniendo el título cum laude y, a la edad de 26 años, fue admitido en el Royal College of Surgeons of England.

## Vida académica
Gracias al descubrimiento de los antisépticos en 1865, Lister contribuyó a reducir en gran medida el número de muertes por infecciones contraídas en el quirófano después de que los pacientes fueran sometidos a intervenciones quirúrgicas.
En marzo de 1867, el médico cirujano Joseph Lister tuvo la brillante idea de aunar la propuesta exitosa de Semmelweis con los recientemente adquiridos conocimientos de Louis Pasteur.
Lister publicó en The Lancet un artículo en el que proponía el origen bacteriano de la infección en las heridas y métodos para luchar contra ella: el uso del fenol como antiséptico para lavar el instrumental, las manos de los cirujanos y las heridas abiertas. El efecto fue espectacular; procedimientos quirúrgicos que antes eran una sentencia de muerte por infección casi segura se convirtieron en rutina.
En 1869 inventó el pulverizador de gas carbólico. No fue fácil para Lister defender su invención ya que la comunidad científica de su tiempo se mostraba ofendida en su saber y atacó duramente a Lister. Sin embargo, los resultados fueron contundentes. El riesgo de morir tras la cirugía decreció espectacularmente.
En 1870 los métodos antisépticos ideados por Lister se usaron ampliamente en la guerra franco-prusiana salvando la vida de miles de soldados prusianos. En 1878, Robert Koch, el descubridor del bacilo de la tuberculosis, demostraría la utilidad de expandir el uso de las medidas de higiene y esterilización en la ropa y en el instrumental quirúrgico.
La contribución de Lister fue vasta y variada. Otro de los mayores avances en la historia de la cirugía fue la invención del catgut, un suceso eclipsado por los aportes mayores. Joseph Lister fue el descubridor y el primero que utilizó el catgut [La palabra kit o cat, no significa "gato" sino que hace referencia a un instrumento de cuerda similar al violín "cuerda de vihuela"] como hilo de sutura. Se trataba de filamentos realizados con láminas de membrana de serosa intestinal de bovino. Su ventaja era que, al ser proteicos, eran digeridos por el organismo y reabsorbidos. La primera vez que los utilizó fue en una mastectomía que realizó en Edimburgo a una hermana suya.
Falleció a los 84 años.

## Honores
- 1883: por su contribución a la ciencia, fue nombrado baronet de Park Crescent en la parroquia de Marylebone en el condado de Middlesex.[3] y en 1897 se le otorgó el título de Barón de Lyme Regis. Lister fue uno de los 12 primeros de la historia en recibir la Orden al Mérito, otorgada en 1902.
- Presidente de la Royal Society de 1895 a 1900.
- En 1910 la Universidad Nacional Autónoma de México le otorga el grado de doctor honoris causa
- El género Listeria es llamado así en su honor.
- El producto Listerine es llamado así en su honor.

## Publicaciones
- On the Antiseptic Principle of the Practice of Surgery The Lancet (1867)
- "On the Early Stages of Inflammation", Philosophical Transactions
- "On the Minute Structure of Involuntary Muscular Fibre" Transactions of the Royal Society of Edinburgh
- "On the Muscular Tissue of the Skin" Microscopical Journal
- "Lister, Joseph Jackson", in Dictionary of National Biography, London: Smith, Elder, & Co., (1885-1900) in 63 vols.